# S/Y Ellen
S/Y Ellen är en tvåmastad skonare byggd 1898 på Thurø varv i Danmark och ursprungligen döpt till William. Hon används idag som skolfartyg och kollo på sommaren.

## Historik
Fartyget byggdes 1897–1898 av skeppsbyggmästare C. Bom vid Thurø varv i Danmark under namnet ”jagdtskonerten” William. Fartyget byggdes i ek och bok på kravell. Partrederiet C. Bom och M. Petersen, var ägare och skeppare fram till 1918. Skeppet såldes 28 mars 1918 till Albert Ch Rasmussen i Hundstrup. Därifrån såldes skeppet till Sverige, den 3 mars 1920, av bästemannen Johan Hjelm i Resö som huvudredare. William blev vid ägarbytet omdöpt till Ellen. 1969–1970 blev fartyget sålt och använts som fritidsfartyg från Karlshamns hamn. Den 12 juni 1992 köptes fartyget av Stiftelsen s/y Ellen, som huvudsakligen bestod av föräldrar vid waldorfskolorna Ellen Keyskolan i Spånga och Kristofferskolan i Bromma.

## Beskrivning
- Livflottar: tre självrätande DSB för 25 personer vardera.
- Nautisk utrustning : Kompass, pejlkompass och pejlskiva, släplogg och handlod. Dessutom: Radar, AIS, Elektroniskt sjökort, (D)GPS, ekolod, elektronisk logg, elektronisk kompass och vindinstrument.
- Övrigt: Mobiltelefon, VHF-radio, GMDSS område A1: VHF, EPIRB, SART, Flygradio, Navtex.
- Segelgarderoben består för närvarande av 9 segel sydda i Dacron.
- Medlem i Sveriges Segelfartygsförening.

### Segel
- Storsegel – 82 m²
- Skonarsegel – 60 m²
- Toppsegel stormast – 32 m²
- Toppsegel fockmast – 28 m²
- Stagfock – 27 m²
- Förstäng – 26 m²
- Klyvare – 28 m²
- Jagare – 40 m²
- Mellanstagsegel – 16 m²
- Total segelyta – 339 m²

Längs långskeppssidorna och i fören finns kojer för 32 personer samt toaletter. Kaptenshytten har kojer för besättningen på fem man. Dessutom har fartyget en byssa. 

## Bildgalleri

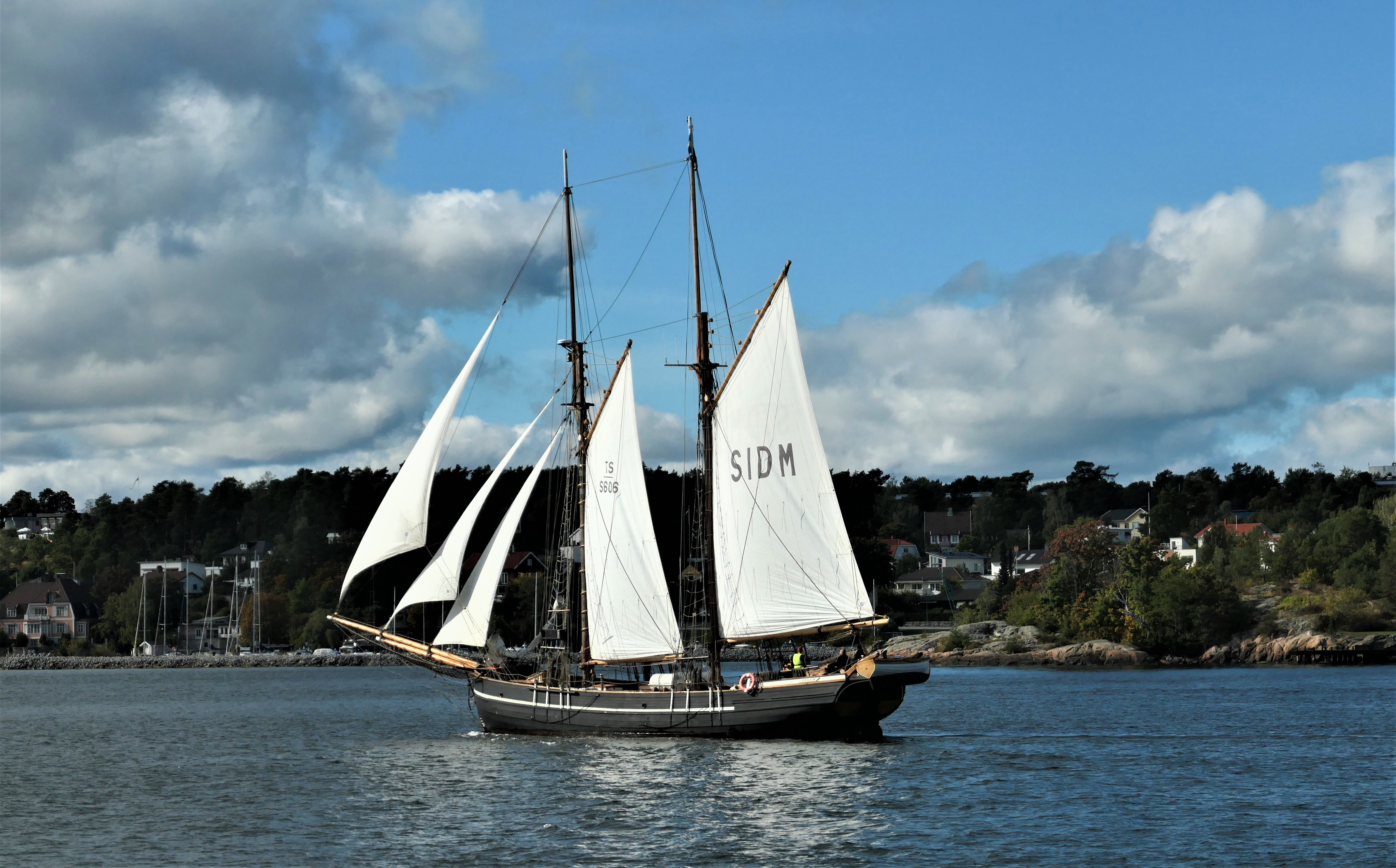
S/Y Ellen i Halvkakssundet mellan Lidingö och Nacka, 2022.
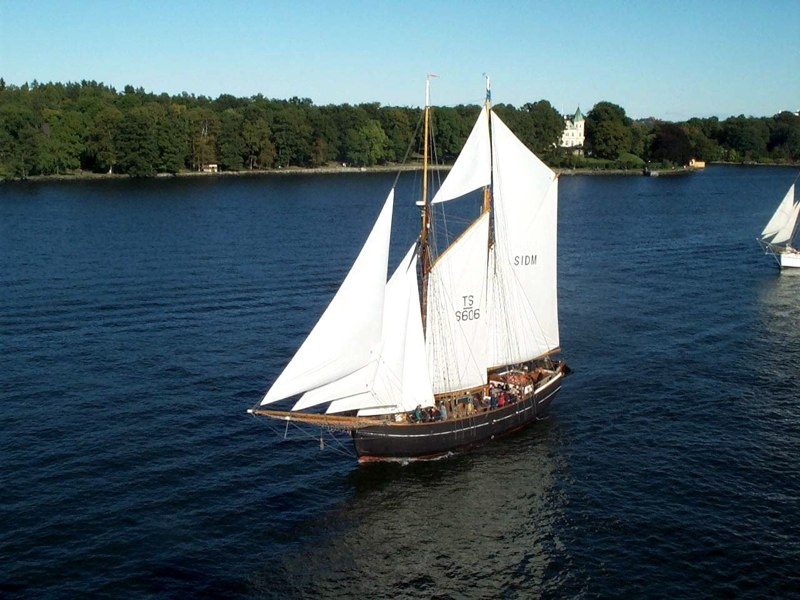
S/Y Ellen i Stockholms ström, 2009.